# Cielaszy (obwód homelski)
Cielaszy (biał. Целяшы; ros. Телеши, Tieleszy; pol. hist. Telesze) – wieś na Białorusi, w obwodzie homelskim, w rejonie homelskim, w sielsowiecie Ciareniczy, nad Uzą.

## Historia
Pierwsza wzmianka o wsi pochodzi z końca XIV w. Początkowo Telesze leżały w Wielkim Księstwie Litewskim, następnie wraz z nim weszły w skład Rzeczypospolitej Obojga Narodów, w której administracyjnie przynależały do województwa mińskiego i powiatu rzeczyckiego.
W wyniku I rozbioru Polski w 1772 przyłączone zostały do Rosji. W jej ramach w XIX i w początkach XX w. Telesze położone były w guberni mohylewskiej, w powiecie homelskim, stanowiąc siedzibę zarządu gminy (wołości) Telesze. Ludność zajmowała się rolnictwem, myślistwem oraz pracą w przemyśle leśnym. Warstwą uprzywilejowaną, która posiadała najlepsze ziemie i dla której chłopi odpracowywali pańszczyznę do jej zniesienia w 1861, była szlachta pochodzenia polsko-litewskiego.
Następnie w granicach Związku Sowieckiego. Od 1991 w niepodległej Białorusi. Do 19 czerwca 2008 siedziba sielsowietu Cielaszy, który po zniesieniu w całości został przyłączony do sielsowietu Ciareniczy.